# Bernardo I di Tolosa
Bernardo di Settimania, chiamato Bernardo anche in spagnolo, in portoghese e in galiziano, Bernard in francese e Bernat in catalano (795 circa – Tolosa, prima metà dell'844) fu duca di Settimania dall'820 all'831 e dall'836 fino alla sua morte, conte di Autun dall'830 all'837, conte di Barcellona e di Gerona dall'826 all'832 e dall'836 fino alla sua morte e conte di Tolosa dall'836 fino alla sua morte.

## Origine
Figlio del conte di Tolosa, duca di Narbona e marchese di Gotia Guglielmo di Gellone (755-812), che era cugino di Carlo Magno, e di Cunegonda, nobile di origine visigota, come è riportato anche nella vita di san Guglielmo di Gellone, scritta da un anonimo cronista, tra il X e l'XI secolo.

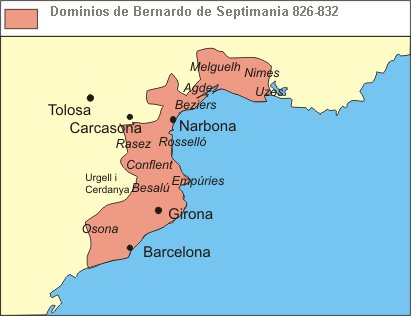
Possedimenti di Bernardo tra l'826 e l'832

## Biografia
Bernardo compare, assieme al padre, alla madre alla matrigna e ai fratelli e sorelle, in un documento di dicembre del 804 inerente alla fondazione dell'Abbazia di Gellone (oggi Saint-Guilhem-le-Désert).
Quando il padre si ritirò in monastero anche Bernardo gli subentrò nella successione.
In gioventù, in Gotia, appoggiò il fratellastro Gocelone conte di Rossiglione e d'Empúries, capo del partito della guerra ad al-Andalus contro il fratello, Berà, conte di Barcellona, del partito della pace con i musulmani.
Nell'820 ricevette il ducato di Settimania da Ludovico il Pio e sempre nel febbraio di quell'anno fu tra quelli che accusarono suo fratello Berà, alla dieta di Aquisgrana, che portò al combattimento a cavallo e alla condanna all'esilio di Berà.
Il 29 giugno 824, nel palazzo di Aquisgrana, sposò Dhuoda di Guascogna(804-843), presunta figlia del duca di Guascogna Sancho I Lopez (772-816) e autrice di un celebre Manuale per il figlio Guglielmo.
Nell'826, alla morte dello zio, Teodoino (il cronista francese Flodoardo (894–966), nella sua Historiae Remensis lo ricorda come parente di Teodoino), divenne conte di Autun, il suo fratellastro, Teodorico IV, che morì poco dopo e a cui successe Bernardo.
Sempre nello stesso anno, ottenne la contea di Barcellona (negli Einhardi Annales, nell'827, viene citato come conte di Barcellona). Appena insediato, una parte della nobiltà gota, ancora fedele a Berà, capeggiata da Aissó, che era scappato dalla prigione di Aquisgrana si ribellò e, con l'aiuto dei mussulmani della zona (pacifisti), riuscì ad occupare parte della contea, senza che l'imperatore intervenisse validamente in suo aiuto (aveva inviato solo un piccolo contingente di Franchi).
Una parte della nobiltà visigota si schierò con Bernardo, che riuscì a contenere i ribelli.
Aissó allora chiese aiuto all'emiro di Cordova, ʿAbd al-Raḥmān II ibn al-Ḥakam, che inviò un contingente, che arrivò a Saragozza, a maggio del 827, marciò su Barcellona, a cui pose l'assedio, a cui si era unito il nipote di Bernardo, il figlio di Berà, Guillemundus, detto Guglielmo (?-dopo l'827), conte di Razès e di Conflent.
Solo dopo l'arrivo dei Mori guidati dal generale Ubayd Allah, detto Abu Marwan, Ludovico il Pio ordinò al figlio Pipino re di Aquitania e ai conti Ugo di Tours e Matfrido d'Orléans di allestire un esercito per portare aiuto a Bernardo.
Ma prima che l'esercito Franco si muovesse i Mori erano già stati respinti fuori dalla contea e i ribelli con loro, senza però potere recuperare il bottino che avevano razziato nei distretti di Gerona e di Barcellona (827); questa vittoria, comunque, portò a incrementare la stima che la corte aveva per Bernardo.
Nell'828 Bernardo sventò un nuovo attacco dei Mori contrapponendogli un esercito in armi.
Nell'agosto dell'829 Bernardo, insignito del titolo di gran camerlengo di Francia e ricevuto il feudo della marca di Spagna, fu chiamato a corte a sostituire il nuovo re d'Italia, Lotario I, inviato in Italia, nella custodia del figlio minore di Ludovico il Pio, Carlo il Calvo.
Lasciati i suoi feudi nelle mani del fratellastro, Gocelone, denominato per questo "marchese di Gotia", andò ad occupare ad Aquisgrana la posizione più vicina all'imperatore e a amministrare il palazzo ed in generale tutti i beni imperiali, portando forse eccessivi cambiamenti tra i componenti della corte di Ludovico, ed i suoi nemici lo accusarono di aver «messo sottosopra il palazzo e di avere sciolto il consiglio imperiale».
Sembra inoltre che, secondo il cronista Thegano, i parecchi nemici (Wala e tutti i collaboratori del co-imperatore Lotario in testa) non tardarono a mettere in giro la voce che Bernardo fosse divenuto l'amante dell'imperatrice, Giuditta di Baviera (la quale fu chiusa in un monastero), anche perché i di lei fratelli, Corrado e Rodolfo, che furono tonsurati e chiusi in un monastero, con lui gran camerlengo, avevano fatto rapida carriera a corte.
Nell'830 Bernardo era succeduto al fratellastro, Teodorico III, Conte di Autun.

Sempre nell'830, secondo la Vita Hludowici Imperatoris, il figlio di Ludovico il Pio, il re Pipino I di Aquitania (797-838), per vendicare lo sgarbo fatto al padre, si apprestò a marciare contro l'imperatore per punire la matrigna ed uccidere Bernardo che ebbe l'autorizzazione di Ludovico il Pio a mettersi in salvo, mentre, secondo gli Annales Bertiniani, Bernardo e l'imperatore, lasciata Aquisgrana, stavamo avanzando verso la Bretagna, per una spedizione contro i Bretoni riottosi a riconoscere l'autorità dell'imperatore, per riunirsi a Parigi, con il resto dell'esercito. Il figlio di Ludovico il Pio, il re Pipino I di Aquitania (797-838), convinto da Wala che Bernardo volesse portargli via il regno, si ribellò al padre e con il fratello Lotario I, proveniente dall'Italia, si avviarono verso Parigi per scalzare Ludovico il Pio ed uccidere Bernardo. Bernardo sentendosi seriamente minacciato, si trovò costretto a fuggire e ritornare nei suoi domini, a Barcellona ed in Settimania.

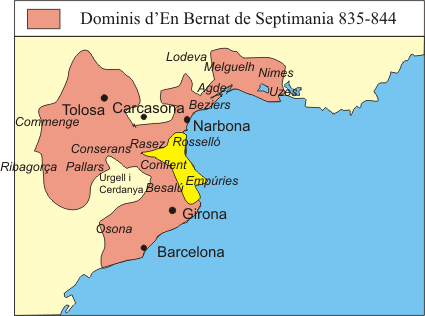
Possedimenti di Bernardo nell'836

Nel novembre dell'831, dopo che l'imperatore a febbraio aveva trionfato nella dieta di Aquisgrana, il re Pipino I di Aquitania, con l'appoggio di Bernardo, che non solo, non era ancora stato reintegrato nella carica di gran camerario, ma era stato esiliato in Spagna, si ribellò all'imperatore; il quale, dopo aver soggiogato l'altro figlio Ludovico il Germanico, sconfisse (832) i ribelli che si dovettero presentare all'imperatore. Pipino fu imprigionato e il suo regno fu dato a Carlo il Calvo; mentre, secondo la Vita Hludowici Imperatoris, Bernardo fu spogliato di tutti i suoi possedimenti, che furono concessi al conte di Tolosa, Berengario il Saggio, che si era schierato con l'imperatore.
Inizialmente Bernardo si oppose, ma poi, nell'833, assieme al fratellastro, Gocelone ed a Sunila, fedele luogotenente di Gocelone si decise a ritornare nelle proprietà di famiglia in Burgundia, nella contea di Autun, ora governata dal conte d'Alvernia, Guerino, che aiutò Bernardo a riprendersi ed insieme arrivarono sino al fiume Marna.
Nell'834 Pipino e Bernardo si schierarono con Ludovico il Pio contro Lotario I, che, all'assedio di Chalon-sur-Saône (Bernardo era rientrato in possesso della contea di Autun, mantenendola sino all'844), fu sconfitto; nel corso dell'assedio, Lotario, dopo averli catturati, condannò al patibolo sia il fratellastro di Bernardo, Gocelone che Sunila, che vennero decapitati, mentre la sorella, la monaca Gerberga, in quanto strega, venne annegata, nella Saona. Bernardo, sia per la vittoria riportata, che per il tributo di sangue della sua famiglia, chiese di essere reintegrato nei suoi titoli. Ovviamente Berengario si oppose in quanto anche lui era stato artefice della vittoria.

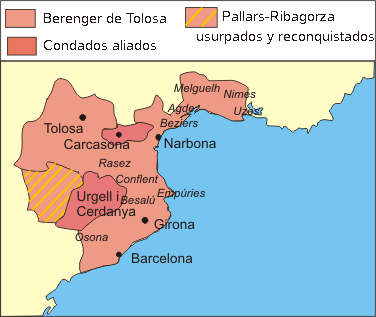
Possedimenti di Bernardo nell'844

Per risolvere la questione, nell'835, Ludovico li convocò entrambi a un'assemblea che si tenne nei pressi di Lione; ma durante il trasferimento Berengario all'improvviso morì, per cui Bernardo rientrò in possesso di quasi tutti i suoi domini a cui si aggiunse la contea di Tolosa. Infatti il cronista francese Flodoardo (894–966), nella sua opera lo cita come Bernardo comiti Tolosano.
Nell'841, dopo la vittoria riportata da Carlo il Calvo e Ludovico il Germanico sull'imperatore Lotario I, Bernardo inviò il figlio Guglielmo da Carlo il Calvo per garantirgli il suo appoggio per la sottomissione del nuovo re Pipino II di Aquitania (823-864).
Ciononostante, Carlo il Calvo, nell'842, decise di destituirlo. Bernardo non accettò ed allora appoggiò Pipino II nella sua ribellione.
Dopo la pace (trattato di Verdun dell'843), che assegnava l'Aquitania, Tolosa e la Settimania al re dei Franchi Occidentali, Carlo il Calvo, quest'ultimo attaccò (844) la contea di Tolosa per impadronirsene, ma la spedizione si bloccò all'assedio di Tolosa; però Bernardo fu catturato (sembra per una fortunata coincidenza) e tradotto, nel maggio dello stesso anno da Carlo, che condannò colui che per due anni (829-830) era stato il suo protettore, alla decapitazione, per sospetto tradimento e che incautamente mai si sarebbe aspettato di essere giustiziato da Carlo il Calvo.
Secondo gli Annales Xantenses dopo che Bernardo fu decapitato il figlio Guglielmo di Settimania, con Pipino II, sconfisse Carlo il Calvo al comando delle truppe aquitane, il 14 giugno 844, sulle rive del fiume Agout, un affluente del Tarn.
Nella contea di Tolosa gli subentrò il figlio Guglielmo di Settimania, mentre nelle contee di Barcellona, Gerona, Osona, Besalú, Béziers, Narbona e Nîmes, invece gli subentrò il conte d'Urgell e Cerdagna, Sunifredo I.

## Discendenza
Bernardo e Dhuoda ebbero tre figli:
- Guglielmo di Settimania (826[7]-850), conte di Tolosa, conte di Barcellona e duca di Settimania. Decapitato da Carlo il Calvo. Per lui la madre Dhuoda compose, tra l'841 e l'843 un trattato d'educazione: "Manuel pour mon fils".
- Bernardo Pianta di Velluto (841[33]-886), conte di Tolosa
- Regelinda, terzogenita[33] (ca.843-?), nell'860, sposò Vulgrino, conte d'Angouleme[34].

### Fonti primarie
- (LA)  Monumenta Germanica Historica, tomus primus.
- (LA)  Monumenta Germaniae Historica, tomus II.
- (LA)  Le manuel de Dhuoda.
- (LA)  Annales Bertiniani.
- (LA)  Flodoardo, Remensis canonicus, Historiae Remensis.
- (IT)  Bernardo Maria Amico, Leggendario dei Santi benedettini.
- (LA)  Nithardus, Historiae.
- (LA)  Annales xantenses.
- (LA)  Ademarus Engolismensis, Historiarum Libri Tres.

### Letteratura storiografica
- René Poupardin, Ludovico il Pio, in «Storia del mondo medievale», vol. II, 1979, pp. 558–582
- René Poupardin, I regni carolingi (840-918), in «Storia del mondo medievale», vol. II, 1979, pp. 583–635
- (ES) Cronicas Carolingias: La Marca Hispano-Catalana, su biblioteca-tercer-milenio.com. URL consultato il 5 gennaio 2009 (archiviato dall'url originale il 5 gennaio 2009).
- (EN) The Development of Southern French and Catalan Society, 718-1050, su libro.uca.edu.